# Jiy
Jiy är en ort i Azerbajdzjan.   Den ligger i distriktet Jardymly, i den södra delen av landet, 210 km sydväst om huvudstaden Baku. Jiy ligger 738 meter över havet och antalet invånare är 218.
Terrängen runt Jiy är kuperad. Närmaste större samhälle är Yardımlı, 12,3 km sydväst om Jiy. 
Omgivningarna runt Jiy är en mosaik av jordbruksmark och naturlig växtlighet. Runt Jiy är det ganska tätbefolkat, med 67 invånare per kvadratkilometer.